# 紫草叶卷耳
紫草叶卷耳（学名：Cerastium lithospermifolium）为石竹科卷耳属的植物。分布于哈萨克、蒙古、俄罗斯以及中国大陆的新疆等地，生长于海拔3,600米的地区，常生于山坡草地中，目前尚未由人工引种栽培。